# 徐潞
徐潞（?—?），江蘇省上元縣人，清朝政治人物、進士出身。
光緒三十年，會試第19名；殿試登進士二甲12名，改庶吉士。光緒三十三年，授翰林院編修。